# Fonoteca de Materials
La Fonoteca de Materials va ser una mampresa de la Conselleria de Cultura, Eduació i Ciència del País Valencià, a instàncies del músic Vicent Torrent, per a enregistrar, classificar i divulgar peces de música popular.